# Rhinolophus beddomei
Rhinolophus beddomei (K. Andersen, 1905) è un pipistrello della famiglia dei Rinolofidi diffuso in Asia meridionale,

## Etimologia
L'epiteto specifico è un omaggio al naturalista inglese Richard Henry Beddome (1830–1911).

## Descrizione

### Dimensioni
Pipistrello di medie dimensioni, con la lunghezza della testa e del corpo tra 65 e 75 mm, la lunghezza dell'avambraccio tra 54,9 e 64,3 mm, la lunghezza della coda tra 38,5 e 48 mm, la lunghezza del piede tra 13,3 e 18 mm, la lunghezza delle orecchie tra 21 e 34 mm.

### Aspetto
La pelliccia è lunga e lanosa. Il colore generale del corpo è marrone scuro o nerastro, con la punta dei peli più chiara. Le orecchie sono nerastre e lunghe. La foglia nasale presenta una lancetta lunga ed appuntita, un processo connettivo basso e con il profilo arrotondato, una sella larga, con l'estremità arrotondata e due alette laterali. La porzione anteriore è larga, copre completamente il muso ed ha un profondo incavo mediano alla base. Il labbro inferiore ha un solo solco longitudinale. La coda è lunga ed inclusa completamente nell'ampio uropatagio. Il primo premolare superiore è situato lungo la linea alveolare.

### Ecolocazione
Emette ultrasuoni ad alto ciclo di lavoro sotto forma di impulsi di lunga durata a frequenza costante di 41,7-43,3 kHz.

## Biologia

### Comportamento
Si rifugia singolarmente od in coppie all'interno di grotte, edifici abbandonati, cavità di grossi alberi, pareti rocciose e miniere in disuso.

### Alimentazione
Si nutre di insetti, particolarmente scarafaggi e termiti molto vicino al suolo..

## Distribuzione e habitat
Questa specie è diffusa nell'India meridionale e nello Sri Lanka. Gli esemplari catturati recentemente nella Thailandia meridionale e provvisoriamente assegnati a questa specie sono stati trasferiti in una nuova specie, Rhinolophus francisi.
Vive nelle foreste dense secche e umide tropicali fino a circa 800 metri di altitudine.

## Tassonomia
Sono state riconosciute 2 sottospecie:
- R.b.beddomei: Stati indiani del Maharashtra sud-occidentale, Karnataka occidentale, Kerala e Andhra Pradesh centrale;
- R.b.sobrinus (Andersen, 1918): Sri Lanka.

## Conservazione
La IUCN Red List, considerato che questa specie è ampiamente diffusa anche se il suo habitat è sotto minaccia, classifica R.beddomei come specie a rischio minimo (Least Concern)).